# Albert Champion

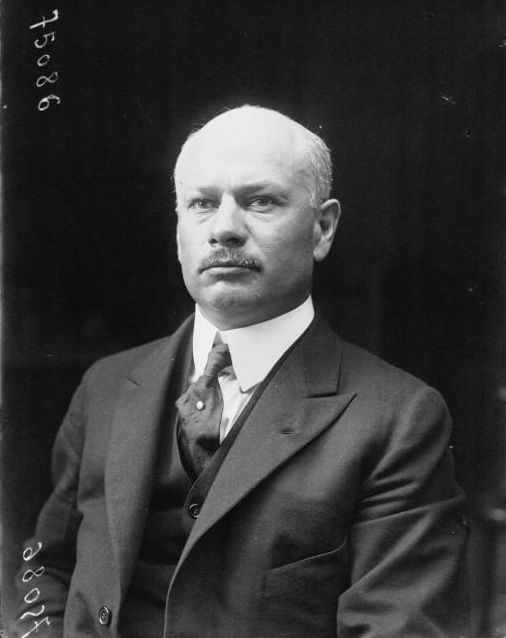
Albert Champion (1919)

Albert Champion (* 5. April 1878 in Paris; † 26. Oktober 1927 ebenda) war ein französisch-amerikanischer Rennfahrer und Konstrukteur von Motorzubehörteilen. Er gründete die Firma Champion Ignition Company, die 1909 in AC Spark Plug Co umbenannt wurde.

## Leben
Im Alter von zwölf Jahren begann Albert Champion mit einer Arbeit als Bote für einen französischen Fahrradhersteller. Um auf dem Fahrrad der schnellste Kurier des Unternehmens zu werden, trainierte er hart. Er wurde innerhalb weniger Jahre so erfolgreich, dass er 1894 mit 16 Jahren zu seinem ersten Sieg bei einem nationalen Radrennen fuhr. 1899 gewann Champion das Rennen Paris–Roubaix und fünf Jahre später wurde er französischer Stehermeister, obwohl er infolge eines Unfalls ein verkürztes Bein hatte.
Vom Fahrrad war es für den tempobegeisterten Champion nur ein kurzer Schritt zum Motorradsport, der ihn 1899 schließlich nach Amerika führte. Um die Leistung seiner Motorräder zu erhöhen, tüftelte Champion immer wieder an den damals üblichen Zündkerzen und erreichte wesentliche Verbesserungen. 1904 gründete er in Flint seine eigene Firma, die Champion Ignition Company und begann mit dem Import und der eigenen Produktion und Vermarktung von Zündkerzen und anderen Zubehörteilen.
Das 1909 in AC Spark Plug Company umbenannte Unternehmen wurde sehr erfolgreich und 1927, nach dem Tod von Albert Champion, von General Motors aufgekauft und in den Konzern eingegliedert.
Nach seinem frühen Tod mit 49 Jahren äußerte Alfred P. Sloan, der damalige Präsident von General Motors: “The keynote of Champion’s success was, that he was never satisfied (…) his mind was open to the necessity for constant improvement.” (deutsch: Der Schlüssel zu Champions Erfolg lag darin, dass er niemals zufrieden war (…) Er war aufgeschlossen gegenüber der Notwendigkeit stetiger Verbesserung.)